# Ernst Röhm
Ernst Julius Günther Röhm (München, 28. studenog 1887. – München, 1. srpnja 1934.), njemački nacionalsocijalist. Bio je bliski suradnik Adolfa Hitlera koji je najzaslužniji za stvaranje milijunske paravojne nacističke organizacije, SA odreda, zahvaljujući kojima su nacionalsocijalisti došli na vlast u Njemačkoj 1933. godine. Ubijen je u Noći dugih noževa po Hitlerovom naređenju.

## Rana karijera
Ernst Röhm je rođen u Münchenu. Služio je kao časnik u 13-oj armiji pješaštva u Bavarskoj vojsci kada je započeo Prvi svjetski rat u kolovozu 1914. god. U rujnu je ozbiljno ranjen u bitci kod Lorraine(Francuska) i nosio je ožiljke do kraja svog života. Zbog svojih zasluga u ratu dobio je Željezni križ i unaprijeđen u čin satnika prije zavšetka rata.
Poslije primirja 11. studenoga 1918. pristupio je dobrovoljnoj paravojsci Freikorps (jednoj od mnogih u Münchenu), kako bi ugušili svaku komunističku pobunu. 1919. Röhm se priključio Njemačkoj radničkoj stranci (njemački Deutsche Arbeitpartei), a 1920. je promijenila ime u Nacional-socijalistička njemačka radnička stranka (NSDAP). Röhm je uspio organizirati jurišni odred (Sturmabteilung, SA) koji je služio kao politička vojska koja će štititi stranku i koja će se boriti protiv komunista i Židova u Münchenu. Röhm je upoznao Hitlera godinu dana ranije i postali su dobri prijatelji i saveznici.
Nakon neuspješnog pivskog puča u Münchenu, Röhm, Hitler i ostali uhvaćeni su bili na sudu pod optužnicom za izdaju. Röhm je osuđen na godinu i 3 mjeseca u zatvoru i na nečasni otpust iz Njemačke obrambene vojske, ali tu kaznu nije odslužio zbog obećanja da će se dobro ponašati. Dok je Hitler bio u zatvoru 1924. Röhm je organizirao novu vojsku, zamjenu za SA jer je bila zabranjena nakon uhićenja i još je bio zastupnik u njemačkom Reichstagu. 1925. dolaze na vidjelo razlike između njega i Hitlera pa daje ostavku u Reichstagu i emigrira u Boliviju. Tamo je služio kao savjetnik u Bolivijskoj vojsci.

## Vođa SA
U rujnu 1930. Hitler je poslao zahtjev Röhmu da dođe natrag u Njemačku i obavlja dužnost kao visoko pozicionirana osoba u SA. Röhm prihvaća ponudu i započinje s radom u siječnju 1931. god. Donio je nove radikalne ideje koje će poboljšati rad SA.
SA je brojila 1 milijun pripadnika i iako su dali svoj položaj SS-u, SA su se nastavili boriti protiv komunista, Židova i svih onih koji su bili protiv nacista.
Nakon što je Hitler dobio svu moć u Njemačkoj, SA je postala pomoćna policija koja je upadala u lokalne urede i natjerala ih da svu vlast predaju nacistima. SA su sada smatrali da će nakon godina borbe biti promjena u državi, ali Hitler ih više nije trebao (služili su samo kao političko oružje do tada).

## Druga revolucija
Röhm se sve više bunio zbog Hitlerovih odluka. Röhm je počeo proširivati SA i pobuna je bila na vidiku. Ali tada Röhm u ožujku pokušava napraviti kompromis tako da daje prijedlog da se par tisuća vođa iz SA prebaci u Njemačku vojsku, ali taj prijedlog vojska odbacuje.
11. travnja 1934. Hitler se sastaje s predstavnicima vojske na brodu Deutschland i nudi im prijedlog da prihvate Hitlera na mjesto predsjednika a on će zauzvrat smanjiti SA, ugušiti Röhmove ambicije i Reichswehr će postati jedina i glavna vojna sila u Njemačkoj.
Ali ministar obrane Werner von Blomberg je bio odlučan i dao ultimatum Hitleru. Rekao je ako se političke tenzije u Njemačkoj ne završe predsjednik Hindenburg će zakonom predati svu vlast vojsci. Hitler je bio šokiran. Jedino preostalo Hitleru je bilo da uništi SA, odnosno Röhma i ostale čelnike kako ne bi izgubio svu vlast u Njemačkoj. Znao je da Reichswehr i SA su jedine preostale nezavisne vlasti koje ga mogu srušiti.
U veljači Blomberg pristaje dodati svastiku na zastavu vojske i time staru vojsku baca u zaborav.

## Istospolna seksualnost
Ernst Röhm je bio poznat po svojem relativno otvorenom homoseksualnom ponašanju.
Röhm je u svojem pismu iz 1928. naveo kako je svoje homoseksualne sklonosti otkrio 1924. godine. Njegov prijatelj Gerhard Rossbach ga je uveo u homoseksualnu supkulturu u Berlinu i Münchenu. Tada je Röhm počeo redovito odlaziti u okupljališta muških homoseksualaca u Berlinu.). 
Tada je često bio u pratnji Paula Röhrbeina, kojem je omogućio položaj kao "Frontbannführer" u Berlinu. Do 1924. je imao samo prolazna homoseksualnia iskustava, iako je ponekad "bez užitka", imao seksualne kontakte i sa ženskim prostitutkama u gradu Metzu.
Nakon njegova povratka iz Bolivije, Röhm je u svojoj neposrednoj okolici u zajedničkom stožeru SA odreda smjestio i brojne homoseksualce. Osim Edmunda Heinesa i Karla Ernsta bio je u vezi s "homoseksualnom klikom", pogotovo sa svojim pomoćnikom Hansom Erwinom von Spreti-Weilbachom, slikarom Martinom Schätzlom i gostioničarom Karlom Zehnerom.
U ožujku 1932. novinar Helmuth Klotz je objavio tri pisma koja je Röhm 1928. u Boliviji napisao liječniku Karlu-Güntheru Heimsothu, gdje vrlo samosvjesno piše o svojoj homoseksualnosti.
Hitler, koji do 1934. nije imao negativan stav o homoseksualnosti Röhma, to tek nakon njegove smrti navodi kao jedan od argumenata za opravdanje ubojstva bivšeg bliskog prijatelja, tvrdeći da je tek 1934. saznao o tome.

## Smrt
Röhma su Hitler, Hermann Göring i Goebbels izolirali. 20. travnja Göring je prebacio 
političku policiju na Himmlera (Gestapo), kako je Göring računao da će se Himmler okrenuti protiv Röhma. Himmler, Heydrich i Göring su se služili spletkama 
i krivotvorenim dokumentima i papirima kako bi uvjerili Hitlera da ga Röhm želi svrgnuti s čela (čak su nabavili dosje koji su dali Hitleru koji je povjerovao da su Francuzi platili Röhmu 12 milijuna maraka za zbacivanje s vlasti. To je bilo dovoljno za Hitlera i donio je odluku da ubije vrh SA. Göring, Himmler, Heydrich i Victor Lutze su sastavili popis za odstrel i predali ga SS-u.
U međuvremenu Röhm i nekoliko njegovih kolega iz SA su bili na odmoru u Bad Wiessee. 28. lipnja Röhm je dobio poziv od Hitlera koji mu je naložio da okupi sve čelnike SA na konferenciji 30. lipnja u Bad Wiessee. Röhm se složio, ne znajući što ga očekuje.
Dne 30. lipnja je obilježen kao početak Noći dugih noževa. U zoru 30. Hitler je odletio avionom u München, zatim autom do Bad Wiessee gdje je osobno uhitio Röhma i čelnike SA. Svi su zatvoreni u zatvoru Stadelheim u Münchenu. Od 20. lipnja do 1. srpnja cijelo vodsvo SA je bilo očišćeno (smaknuto) zajedno s ostalim političkim neprijateljima nacista.
Hitleru je bilo neugodno što mora ubiti Röhma pa mu je dao priliku da počini samoubojstvo. 1. srpnja Röhma je posjetio SS brigadir Theodor Eicke i SS-Obersturmbannführer Michael Lippert i ostavili su mu pištolj na stolu i rekli da ima 10 minuta da počini samoubojstvo. Röhm je odbio ponudu i izjavio:"Ako moram biti ubijen, neka me Adolf osobno ubije".
Nakon nekog vremena Eicke i Lippert su se vratili u Röhmovu ćeliju i našli su ga kako stoji. Röhm je kao gestu obrane napuhnuo gola prsa kao ponosan čovjek dok su pucali u njega. Pokopan je u Westfriedhofu u Münchenu.
Čistka SA čelnika je legalizirana dokumentom. U javnosti Röhm i ostale SA osobe su prikazane kao homoseksualci, kao banda ratnika bez morala što su nacisti s time opravdavali smaknuća.
U govoru 13. srpnja Hitler je aludirao na Röhmovu seksualnu orijentaciju i objasnio narodu da je čistka bila potrebna kao obrana od izdajica.